# T.W. Peacocke
T.W. Peacocke est un réalisateur canadien né à Pittsburgh en 1960.

## Filmographie
- 1992 : L'Odyssée fantastique ("The Odyssey") (série télévisée)
- 1996 : The Rez (série télévisée)
- 1998 : Cold Squad, brigade spéciale ("Cold Squad") (série télévisée)
- 1998 : Made in Canada (série télévisée)
- 1998 : Power Play (série télévisée)
- 1999 : Amazon (série télévisée)
- 2000 : Drop the Beat (série télévisée)
- 2001 : Blue Murder (série télévisée)
- 2001 : Screech Owls (série télévisée)
- 2002 : The Eleventh Hour (série télévisée)
- 2004 : Show Me Yours (série télévisée)
- 2006 : Canada Russia '72 (TV)